# 詹姆斯·伯罗斯
詹姆斯·伯罗斯（James Burrows ，1940年12月30日—）， 是一位美国电视節目导演。他获得11项黃金時段艾美獎和5项美国导演工会奖。他參與製作歡樂酒店、的士、欢乐一家亲、老友记、 威尔与格蕾丝。